# Батьківщина (газета, Ріміні)

«Батьківщина» — газета, що виходила в італійських польових таборах інтернованих вояків Української Національної Армії поблизу міста Ріміні в 1945—1947.

## Історія
4 вересня 1945 р. в таборі «5-ц», поблизу Беллярії, перед табором в Ріміні, в 3-му полку вийшло четверте число журналу «Український козак», головним редактором якого був хорунжий Семен Федюк. Попередні три випуски «Українського козака» вийшли ще перед закінченням війни, як газета 31 полку Дивізії.  У таборі «5-ц» хорунжий С. Федюк перейменував журнал і почав видавати газету під назвою «Батьківщина». Коли С. Федюк хворів, то обов'язки головного редактора перебирав Василь Верига.

## Періодичність і обсяг
Перше число цієї газети з'явилося 3 вересня 1945 року.
На початку виходив машинописний варіант у кількості чотирьох примірників, потім ротаційний циклостиль накладом до 200 примірників. З дев'ятого числа набір і друк здійснювався на фототипній машині. До 16 червня 1946 газета виходила щотижнево, а потім — п'ять разів на тиждень обсягом чотири-шість шпальт. Наклад змінювався від 500 до 1000 примірників. В 1946 році наклад окремих чисел складав 2000 примірників. Окремі святкові числа виходили у кольорі. Останнє число газети — 15-те від початку року і 77-ме від часу заснування — вийшло на чотирьох шпальтах 4 травня 1947 року.
В 1946 виходив двошпальтовий релігійний місячний додаток «Хвалім Господа!» за редакцією отця Емануїла Кордуба.

## Редактори
Першим редактором цієї газети були Семен Федюк. Через хворобу його згодом замінив Василь Верига (до 1 грудня 1946 року). Після цього редакцією керували Микола Волинський і Всеволод Будний.
9 листопада 1945 в таборі розпочалися щоденні авдиції, надавані через гучномовець, редактор авдицій — хорунжий Семен Федюк у співпраці з Богданом Литвиновичем.

## Вміст
Газета містила, зокрема, розділи «На теми дня», історичний, мемуарний, «Україні і світ», «Хроніка».
Газета мала групу фахово підготовлених дописувачів. Огляди італійських часописів готував Л. Роздольський. Дописували генерал Михайло Крат, професор-мистецтвознавець Валер'ян Ревуцький, магістр права Лев Стеткевич, колишній суддя Лев Вербенець, письменники Андрій Легіт (Ворушило), Микола Вірний (Француженко), Богдан Бора (Борис Шкарадій), Олексій Девлад-Запорожець, Олександр Білик.
Публіцистика газети мала антибільшовицьке, антирадянське спрямування. Газета містила статті з економіки, психології, науки, літератури, статті на суспільні, історичні, громадські теми.
Певна частина накладу поширюється в табори Ді-Пі, до Колегії Св. Йосафата в Римі, до редакцій українських газет та журналів.